# Taliabuschwirl
Der Taliabuschwirl (Locustella portenta) ist eine Singvogelart aus der Gattung der Schwirle (Locustella), die auf der indonesischen Insel Taliabu im Sula-Archipel endemisch ist.

## Entdeckungsgeschichte
Im Jahr 2009 hörte der deutsche Ornithologe Frank E. Rheindt nach einer Exkursion in bisher unerforschten Höhenlagen auf der abgelegenen und selten besuchten Insel Taliabu im Sula-Archipel im Osten von Sulawesi einen neuartigen, insektenähnlichen Vogelgesang. Aufgrund früherer Erfahrungen mit dieser Gruppe von Vögeln erkannte er, dass es sich um eine neue Art der Schwirle (Locustella) handeln musste, die bei den wenigen bisherigen Erkundungen der Insel noch unbekannt war. Die Erstbeschreibung aus dem Jahr 2020 basiert ausschließlich auf dem Holotypus, einem adulten Weibchen, das am 12. Dezember 2013 während der LIPI-Expedition von Rheindt im Waiyo Dinahana Camp auf der Insel Taliabu in einer Höhe von etwa 1200 m gesammelt wurde. Das Typusexemplar ist im Museum Zoologicum Bogoriense (MZB) im Distrikt Cibinong in Bogor hinterlegt. Gewebeproben wurden zur weiteren Analyse fixiert, und der indonesische Ornithologe Suparno Suparno übernahm die Präparation des Balgs. Der Taliabuschwirl unterscheidet sich hinsichtlich der Genetik und Bioakustik von allen geografisch benachbarten Arten der Gattung Locustella.
In Anbetracht der heimlichen Lebensweise sind noch kaum Einzelheiten über die Biologie der Art bekannt. Weitere Forschungen, insbesondere zu ihren Lebensraumansprüchen und der noch vorhandenen Fläche, sind jedoch von entscheidender Bedeutung.

## Merkmale
Maß- und Merkmalsangaben sind nur vom Holotypus dokumentiert. Das Weibchen hat eine Körperlänge von 13,9 cm und ein Gewicht von 19 g. Die Flügellänge beträgt 59 mm, die Spanne der ausgebreiteten Flügel 184 mm, die Schwanzlänge 54 mm, die Schnabellänge 14 mm und die Tarsenlänge 25 mm. Der Schnabel ist vollständig schwarz mit einer unauffälligen helleren Spitze. Der Schnabelspalt ist bei lebendigen Exemplaren hellgelb. Die Iris ist dunkelbraun. Die Beine sind kastanien-hornfarben, die Zehen sind heller gelb.
Die Färbung am Oberkopf, von der Stirn bis zum Nacken, ist sattbraun, mit etwas dunkleren Federrändern, die ein leicht gewelltes Aussehen erzeugen. Ein schmaler, cremefarbener Überaugenstreif erstreckt sich von der Schnabelbasis bis unmittelbar hinter das Auge, wo er sich verjüngt. Die Zügel sind dunkel bräunlich schwarz, und die Ohrdecken erdbraun mit feiner heller Strichelung. Der Mantel und die Schulterfedern bis zu den Oberschwanzdecken sind wie der Oberkopf gefärbt, jedoch fehlt die wellenförmige Zeichnung. Die Schwungfedern sind meist kühl dunkelbraun, aber mit wärmer gefärbten Außenfahnen (gleichfarbig mit dem Mantel). Die schmalen Steuerfedern sind dunkelbraun. Die Weißfärbung von Kinn und Kehle steht im scharfen Kontrast zum Gesicht. Die Graufärbung der Brust geht in eine gelbbraune Färbung am Bauch über, die an den Unterschwanzdecken und Flanken dunkler und kräftiger wird.

## Verbreitung
Der Taliabuschwirl ist begrenzt auf die Insel Taliabu, wo er nur in Lebensräumen oberhalb von 1.050 m vorkommt. Von den beiden anderen Hauptinseln des Sula-Archipels, Mangole und Sanana, gibt es bisher keine Nachweise. Zudem wird es als unwahrscheinlich erachtet, dass die Art auch auf Sanana vorkommt (die Insel liegt ausschließlich in niedrigen Lagen unter 600 m), während die Landfläche oberhalb von 1.050 m auf Mangole nur 36 ha beträgt.  Auch auf der Insel Peleng, deren höchste Erhebung circa 1.022 m beträgt, im benachbarten Banggai-Archipel sind die Gebiete in geeigneter Höhe sehr klein, und bei umfangreichen Feldforschungen konnten dort weder diese noch eine andere Schwirlart nachgewiesen werden.

## Lebensraum
Der Taliabuschwirl besiedelt montane Wälder oberhalb von 1.050 m und scheint in weitgehend gerodeten oder durch Brände zerstörten Gebieten nicht vorzukommen.

## Lebensweise
Seine Lebensweise ist praktisch nicht erforscht. Das Nahrungsverhalten ähnelt vermutlich dem seiner nächsten Verwandten, da der Taliabuschwirl in der Regel einzeln oder paarweise anzutreffen ist. Er ist weitgehend terrestrisch unterwegs und bewegt sich zur Nahrungssuche auf dem Boden oder in Bodennähe, selten höher als 2 m über dem Boden, wobei er häufig den Schwanz aufstellt und den Körper horizontal hält.
Der Gesang der Vögel wurde im Februar, April, November und Dezember vernommen, was darauf schließen lässt, dass die Art ihr Revier das ganze Jahr über verteidigt.

## Lautäußerungen
Der insektenähnliche Gesang besteht aus einer Reihe hoher, knirschender Töne, die als „tit'tzeeeet tit'tzeeeet tit'tzeeeet“ umschrieben werden und ca. 1 Sekunde dauern, wobei alle zehn Sekunden fünf Töne erklingen und die Rufe im Allgemeinen weniger als 30 Sekunden dauern. Die Ruflaute bestehen aus einem summenden und regelmäßig wiederholten „chew'tzzt'tzzt“, wobei der erste Ton abwärts klingt und ebenfalls ca. 1 Sekunde dauert, sowie einem krächzend klingenden Laut, der sich wie „wo-weer-wheer-wheer“ anhört.

## Status
Der Taliabuschwirl wurde 2022 in die IUCN Red List aufgenommen und in die Kategorie „gefährdet“ (vulnerable) klassifiziert. Der Bestand wird auf 10.000 geschlechtsreife Individuen geschätzt.
Rheindt und seine Mitarbeiter hoben in ihrer Erstbeschreibung hervor,  dass es hinsichtlich des Erhaltungstatus Anlass zur Sorge gibt. Der Taliabuschwirl ist auf die Insel Taliabu, die mit einer Fläche von 2.991 km² in der Endemic Bird Area Banggai- und Sula-Inseln liegt, beschränkt. Zudem berichten die Autoren, dass lediglich etwa 16.690 ha der der Inseloberfläche über der Mindesthöhe (1.050 m) für diese Art liegen, wobei die effektiv besiedelte Fläche nur 150 km² beträgt. Bis zum Jahr 2004 waren bereits circa 1.000 ha dieser Flächen durch Abholzung beeinträchtigt, was die dortigen Habitate potenziell unbrauchbar machte. Des Weiteren dokumentieren die Autoren, dass zwischen 1982 und 1983 eine Reihe gravierender Brände eine Fläche von 940 ha, die zuvor geeignet war, in offene Graslandhabitate verwandelt haben, die vom Taliabuschwirl nicht mehr bewohnt werden. Gegenwärtig ist kein Teil der Insel unter Schutz, und die in den 1990er Jahren geäußerten Anliegen zum Erhalt der verbleibenden Wälder haben bislang keine konkreten Maßnahmen zur Folge gehabt.